# Conspiración de silencio
Conspiración de silencio (Bad Day at Black Rock) es una película estadounidense de 1955, dirigida por John Sturges y con Spencer Tracy, Robert Ryan, Ernest Borgnine, Lee Marvin, Walter Brennan, Anne Francis y Dean Jagger como actores principales.

## Argumento
John J. Macreedy (Spencer Tracy) se baja del tren en la estación de una minúscula población aislada, Black Rock, en el oeste de Estados Unidos, para entregar a un hombre de origen japonés (Komako) la medalla militar que se le concedió a su hijo muerto en combate, durante la Segunda Guerra Mundial, por su heroísmo.

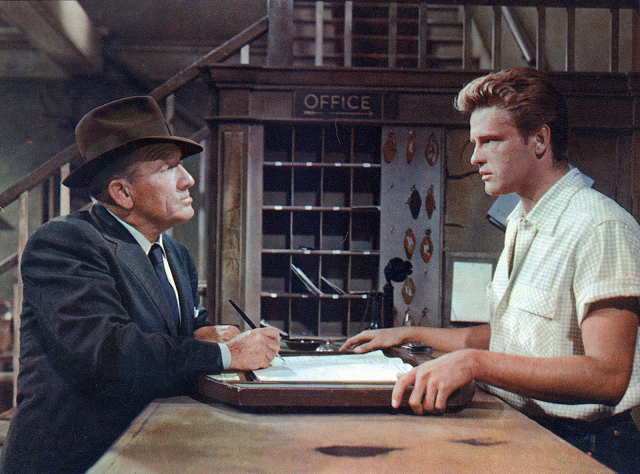
Spencer Tracy y John Ericson en un fotograma de la película.

Los habitantes del pueblo se muestran inexplicablemente hostiles con el recién llegado, y la tensión va en aumento hasta extremos, pues aquellos esconden un secreto que guardan celosamente.

## Reparto
- Spencer Tracy - John J. Mcreedy
- Robert Ryan - Reno Smith
- Lee Marvin - Hector David
- Ernest Borgnine - Coley Trimble
- Walter Brennan - Doc Velie
- Dean Jagger - Sheriff Tim Horn
- Anne Francis - Liz Wirth
- John Ericson - Pete Wirth
- Russell Collins - Mr. Hastings
- Walter Sande - Sam

## Premios y candidaturas
En 1956, la película fue candidata a tres Premios Óscar: al mejor director, al mejor actor (Spencer Tracy) y al mejor guion adaptado. Spencer Tracy ganó el Premio de Interpretación al mejor actor en el Festival de Cine de Cannes de 1955.